# Kubanskaya-rannyaya
Kubanskaya-rannyaya en ruso: Кубанская Ранняя es una variedad cultivar de ciruelo (Prunus domestica), de las denominadas ciruelas europeas,
una variedad de ciruela obtenida en la "Estación Experimental de Crianza de Crimea N.I. Vavilov". Las frutas tienen un tamaño medio siendo el color principal base amarillo mientras que el color de la cubierta es morado oscuro, ocupando toda la superficie del fruto, y pulpa de color amarillo y se oscurece medianamente al aire, y su consistencia es de fibra fina, densidad media y jugosidad media.

## Sinonimia
- "Кубанская Ранняя",
- "Кубанская Ранняя (Слива Домашняя)",
- "Kuban Temprana",
- "Sliva Kubanskaya-rannyaya".[4][5]

## Historia
'Kubanskaya-rannyaya' es una variedad de ciruela que se obtuvo por el equipo de obtentores G.V. Eremin, y L.L. Danilova en la "Estación Experimental y de Selección de Crimea del Instituto Panruso de Investigación Científica de Cultivo de Plantas, N.I. Vavilov". Se obtuvo mediante el cruce de la variedad de 'Vengerka Vangengeyma' como "Parental Madre" x mezcla de polenes de varias variedades como "Parental Padre".
'Kubanskaya-rannyaya' fue incluida en el "Registro Estatal de Rusia" en 1987 para la región del Cáucaso Norte.

## Características
'Kubanskaya-rannyaya' es un árbol de copa ampliamente ovalada, escasa. Tronco ligeramente retorcido, liso, las lenticelas son escasas, grandes, el brote es recto, grueso, los entrenudos son medianos y largos, el color en el lado soleado es frambuesa violeta en un grado medio. La hoja es horizontal, ovalada, el ápice es romamente puntiagudo, la base es redondeada, de longitud media, anchura media, el tamaño de la lámina es promedio, borde de la hoja es dentado doblemente crenado, los dientes son de tamaño mediano. Con 1 a 2 flores por brote, en forma de platillo, de tamaño mediano, pétalos son redondeados y blancos, débilmente cerrados. El periodo de floración es medio, a mediados de abril. Autoestéril necesita a otros ciruelos en las cercanías para poder dar fruto. Alta resistencia al invierno y resistencia media a la sequía. Resistente a la polistigmosis y a la mancha agujereada, pero se ve afectada por la quemadura monilial. Rendimiento medio.
'Kubanskaya-rannyaya' tiene frutos de tamaño grande, de forma ovalados, de lados simétricos, siendo el color principal base amarillo, mientras que el color de la cubierta es morado oscuro, ocupando toda la superficie del fruto, no presenta pubescencia; presenta pocos puntos subcutáneos de color blanco, pruina de tipo medio; sutura ventral está poco desarrollada, la piel es de grosor medio, elástica y se separa con dificultad; la pulpa es amarillo se oscurece moderadamente al cortarla,  consistencia es de fibra fina, densidad media, jugosa, el contenido de azúcar y la acidez son medios, y el sabor es agridulce.
Hueso ligeramente adherido, ovalado, pequeño, color marrón, la parte superior es puntiaguda y roma, la base es ligeramente alargada, la nervadura central está mal definida, la sutura ventral es estrecha, las nervaduras laterales son débiles, la quilla es grande y afilada, la superficie es rugosa.
Su tiempo de recogida de cosecha se inicia en su maduración que es temprana, en la segunda decena de julio.

## Usos
Las frutas son aptas para consumo fresco y para enlatado, y fáciles de transportar. 
Clasificación en conservas: frutas congeladas: 4,1 puntos; frutas secas: 4,0 puntos; compota: 4,2 puntos; zumo con pulpa: 4,2 puntos; adobo: 4,6 puntos. 
Las frutas contienen, en peso crudo: materia seca: 13,48 %, azúcares: 8,47 %, ácidos: 0,83 %, índice azúcar-acidez: 8,47 %, pectina: 0,31 %, polifenoles: 540 mg/100 g, antocianinas: 61,7 mg/100 g, ácido ascórbico: 4,5 mg/100 g. 
Ventajas:maduración temprana, frutos grandes de buena calidad.
Desventajas:rendimiento moderado, crecimiento vigoroso.